# Pseudomonadaceae
Die Pseudomonadaceae bilden eine Familie innerhalb der Gammaproteobakterien. Die Vertreter dieser Familie sind, wie die meisten Proteobakterien gramnegativ. Es handelt sich um aerobe Bakterien, sie benötigen Sauerstoff, um zu wachsen.
Innerhalb dieser Familie ist die Gattung Pseudomonas sehr artenreich und enthält Bakterien von ökologischer und medizinischer Bedeutung. Arten wie Pseudomonas aeruginosa können für Menschen mit geschwächten Immunsystem gefährlich sein, Unterarten von Pseudomonas syringae verursachen die Tuberkelkrankheit beim Olivenbaum.

## Stoffwechsel
Arten dieser auch als "Pseudomonaden" bezeichneter Familie nutzen viele verschiedene Stoffe als Nahrung, allerdings sind sie nicht in der Lage Stoffe durch Fermentation abzubauen (sogenannte Nichtfermentierer oder Nonfermenter). Der Entner-Doudoroff-Weg ist ein typischer Stoffwechselweg dieser Gruppe. Die Gattungen Azotobacter und Azomonas sind außerdem in der Lage Stickstoff (N2) aufzunehmen und zur Proteinsynthese zu nutzen.
Hierbei zählen sie zu den freilebenden Stickstofffixierern. Entgegen einigen anderen N2-fixierenden Bakterien (wie z. B. die Knöllchenbakterien) sind sie dazu nicht auf eine Symbiose mit Pflanzen angewiesen. In der Gruppe sind auch einige nitratreduzierende Bakterien (Denitrifikanten) vertreten, z. B. Pseudomonas denitrificans.

## Systematik
Folgende Gattungen werden zu der Familie Pseudomonadaceae gestellt:
- Azomonas Winogradsky 1938
- Azorhizophilus Thompson & Skerman 1981
- Azotobacter Beijerinck 1901
- Entomomonas Wang et al. 2020
- Mesophilobacter Nishimura et al. 1989
- Oblitimonas Drobish et al. 2016
- Permianibacter Wang  et al. 2014
- Pseudomonas Migula 1894
- Rhizobacter Goto & Kuwata 1988
- Rugamonas Austin & Moss 1987
- Thiopseudomonas Tan et al. 2015

Die Gattungen Azotobacter, Azorhizophilus und Azomonas werden auch in der Azotobacter-Gruppe (Azotobacter group) zusammengefasst.
Weiterhin werden Azotobacter und Azomonas von einigen Autoren in eine eigene Familie, die Azotobacteraceae gestellt (auch mit i geschrieben: Azotobacteriaceae).